# Mezokarb
Mezokarb – organiczny związek chemiczny stosowany jako lek z grupy stymulantów. Jest objęty Konwencją o substancjach psychotropowych z 1971 roku (wykaz IV). W Polsce jest w grupie IV-P Ustawy o przeciwdziałaniu narkomanii.
W swojej strukturze zawiera pierścień 1,2,3-oksadiazolowy, który nie istnieje w formie wolnej.